# Massacro di Jeju
L'insurrezione di Jeju è un fatto storico avvenuto nell'isola coreana di Jeju tra il 3 aprile 1948 e il maggio del 1949.
Si stima che un numero imprecisato di persone, che va dalle 14.000 per la stima più bassa, passando a oltre 60.000 persone fino ad arrivare a 100.000 vittime, perse la vita a causa della reazione dell'esercito sudcoreano, che schiacciò la rivolta nel sangue e infierì sui prigionieri e sui civili; per questo motivo i fatti sono noti anche come massacro di Jeju. Malgrado gli avvenimenti più rilevanti si producessero nel biennio citato, occorre dire che gli ultimi isolati focolai di rivolta furono spenti soltanto nel 1953.

## Contesto storico
Il Giappone invase e annetté la Corea nel 1910 e il suo controllo sul territorio proseguì fino al periodo della seconda guerra mondiale quando, con l'impero nipponico in ginocchio, la popolazione coreana si ribellò all'occupazione e con l'aiuto delle forze alleate mise fine ad un trentennio di dura dominazione straniera.
L'esercito sovietico al nord e quello statunitense al sud occuparono provvisoriamente il Paese e alla fine delle ostilità la Corea venne divisa in due lungo la linea del 38º parallelo. Il 14 novembre 1947 le Nazioni Unite approvarono la risoluzione 112 che convocava elezioni generali sotto la supervisione di una commissione internazionale. L'Unione Sovietica negò però l'accesso nel nord del Paese e pertanto venne deciso di indire elezioni soltanto nella parte controllata dal governo militare statunitense.
Per denunciare e bloccare le elezioni programmate per il 10 maggio 1948, il Partito del Lavoro della Corea del Sud, contrario alla divisione del Paese, pianificò per il 1º marzo alcune manifestazioni che non ebbero mai luogo a causa della preventiva repressione che portò all'arresto di circa 2.500 quadri del partito e all'uccisione di almeno tre di loro.

## L'insurrezione

### I primi scontri
Il clima politico diventò sempre più incandescente e il 3 aprile 1948 a Jeju iniziò una vasta sollevazione. Gli insorti attaccarono 11 stazioni di polizia e 85 uomini tra poliziotti e ribelli persero la vita. Il Partito comunista richiamò la popolazione all'insurrezione contro il governo militare statunitense e il suo appello ebbe successo tra la popolazione che non vedeva di buon occhio le forze di polizia e le autorità locali (che giudicava responsabili di collaborazionismo durante l'occupazione giapponese) e avversava la forte tassazione sui beni agricoli vigente.
Tentando di sedare rapidamente la rivolta il governo della Corea del Sud inviò 3000 soldati a sostegno della polizia locale, ma il 29 aprile molte centinaia di soldati si ammutinarono, consegnando le armi agli insorti. Il governo di Seoul inviò sull'isola anche centinaia di paramilitari, perlopiù membri di gruppi anticomunisti formati da rifugiati nordcoreani.
Il generale Kim Ik Ruhl, comandante delle forze governative sull'isola, provò a porre fine alle ostilità negoziando con i ribelli e incontrò diverse volte il loro leader Kim Sam-dal, ma nessuna delle due parti volle cedere e fu impossibile qualsiasi accordo. Il Governo chiedeva infatti una resa incondizionata degli insorti che a loro volta pretendevano lo smantellamento della polizia e la riunificazione della penisola.

### L'elezione di Rhee
Le elezioni in Corea del Sud, boicottate dai partiti di sinistra, si tennero il 10 maggio 1948 e videro la vittoria di Syngman Rhee, già presidente del governo provvisorio in esilio, che godeva dell'appoggio del blocco occidentale e il 15 agosto venne investito dei pieni poteri dal Governo militare statunitense. Con il tacito consenso degli alleati occidentali il neo-presidente intraprese una dura campagna contro il diffondersi del comunismo, che sfruttò anche per rimuovere ogni potenziale rivale politico. In questo contesto permise alle forze di sicurezza (capitanate dal suo braccio destro Kim Chang-ryong) di torturare tutte le sospette spie nordcoreane e i simpatizzanti comunisti e si rese inoltre responsabile di diversi massacri nel tentativo di sopprimere le sommosse popolari ispirate dalle fazioni ribelli.
Alla fine dell'estate del 1948 il generale Kim Ik Ruhl, criticato per aver scelto un approccio dialogante e infruttuoso, venne rimpiazzato e subito dopo fu dato inizio ad una larga offensiva contro i ribelli. I guerriglieri crearono le proprie basi sulle montagne, mentre le truppe governative presero il controllo delle città costiere, cosicché le comunità agricole situate tra la costa e i monti si trovarono ad occupare il principale campo di battaglia. Nell'ottobre del 1948 le forze degli insorti, che potevano contare su circa 4000 combattenti, di cui molti male armati, avevano riportato alcune vittorie e alla fine di quell'anno cominciarono a dimostrarsi apertamente schierati con i nordcoreani sventolando la loro bandiera.

### L'offensiva su larga scala
Il 25 giugno del 1949 quattro battaglioni dell'esercito sudcoreano arrivarono in appoggio dei militari già presenti, della polizia e dei paramilitari. Grazie al loro apporto la resistenza venne sbaragliata e il 17 agosto 1949 il movimento ribelle venne decapitato con l'uccisione del suo leader principale, Yi Tuk-ku. Svariate testimonianze denunciano gli atti di brutalità, gli omicidi, le violenze e gli stupri commessi dalle truppe governative nel completo silenzio degli USA. Alcune analisi dicono che il 70% dei villaggi dell'isola era stato bruciato e gli storici locali stimano che circa 2500 isolani furono uccisi tramite esecuzione nelle settimane successive alla pacificazione.
Gli inviati del giornale statunitense Stars and Stripes fornirono reportage accurati e non censurati della brutale repressione della ribellione da parte dei sudcoreani, dell'appoggio fornito dalla popolazione ai ribelli e delle rappresaglie di questi ultimi contro i locali fiancheggiatori del Governo.

### La strage dei prigionieri
Subito dopo l'attacco della Corea del Nord le autorità militari raccomandarono la massima attenzione verso tutti i sospetti simpatizzanti di sinistra. Migliaia erano quelli detenuti a Jeju che furono suddivisi in quattro gruppi denominati con le prime lettere dell'alfabeto sulla base della supposta pericolosità (etichettando con A i più innocui). Il 30 agosto 1950 un ordine scritto dell'ufficiale superiore dell'intelligence navale sudcoreana ordinò l'esecuzione degli appartenenti ai gruppi C e D tramite fucilazione non più tardi del 6 settembre.

## La verità e il ricordo
I report militari statunitensi sui massacri furono all'epoca secretati e inviati a Washington, mentre le dichiarazioni rese dalle fazioni comuniste venivano rigettate come menzogne. Solo negli anni novanta, con la piena democratizzazione del Paese, la verità ha cominciato a riemergere. Ulteriori conferme dell'esistenza del massacro arrivano inoltre dalla declassificazione di documenti militari statunitensi secretati, incluse fotografie scattate durante le esecuzioni di massa.
Nel 2003, il Comitato Nazionale per l'Investigazione della Verità sull'incidente di Jeju del 3 aprile,  presieduto dal primo ministro Goh Kun, ha descritto gli eventi come un genocidio. Un'apposita commissione nazionale istituita dal governo della Corea del Sud nel 2000, sotto la presidenza di Roh Moo-hyun, ha identificato 14373 vittime del conflitto, di cui 86% causato dalle forze governative e 14% dai ribelli, ma stima che il totale dei morti possa superare le 30000 unità. Nell'aprile del 2006 il presidente Roh Moo-hyun si è ufficialmente scusato con la popolazione di Jeju per il massacro.
Il romanzo Non dico addio scritto nel 2021 dalla premio Nobel Han Kang mette in primo piano l'isola di Jeju e il massacro.